# ヒュンダイ・テラカン
テラカン (TERRACAN)は、韓国の自動車メーカー、ヒュンダイが製造・販売していたSUVである。

## 概要
2001年にギャロッパーの後継車として販売を開始。ギャロッパーの後続車種として開発されたが、実際はより上級なモデルという位置づけであった。なお、2003年まではギャロッパーと併売されていた。ギャロッパーとは異なり三菱・パジェロのライセンス生産ではないものの、シャシーや一部のエンジンはパジェロのものを流用している。2021年現在、現代自動車のSUVでは最後となるフレーム構造の車種である。
2004年にはマイナーチェンジを実施し、車名に「パワープラス」のサブネームが付いた。
中国やロシア、ヨーロッパなどへの輸出が行われたが、北米大陸へは輸出されなかった。 
2007年、韓国とインドにおいて生産と販売を終了。後継車はヒュンダイ・ベラクルーズである。

## テラカン（2001年2月 - 2004年6月）

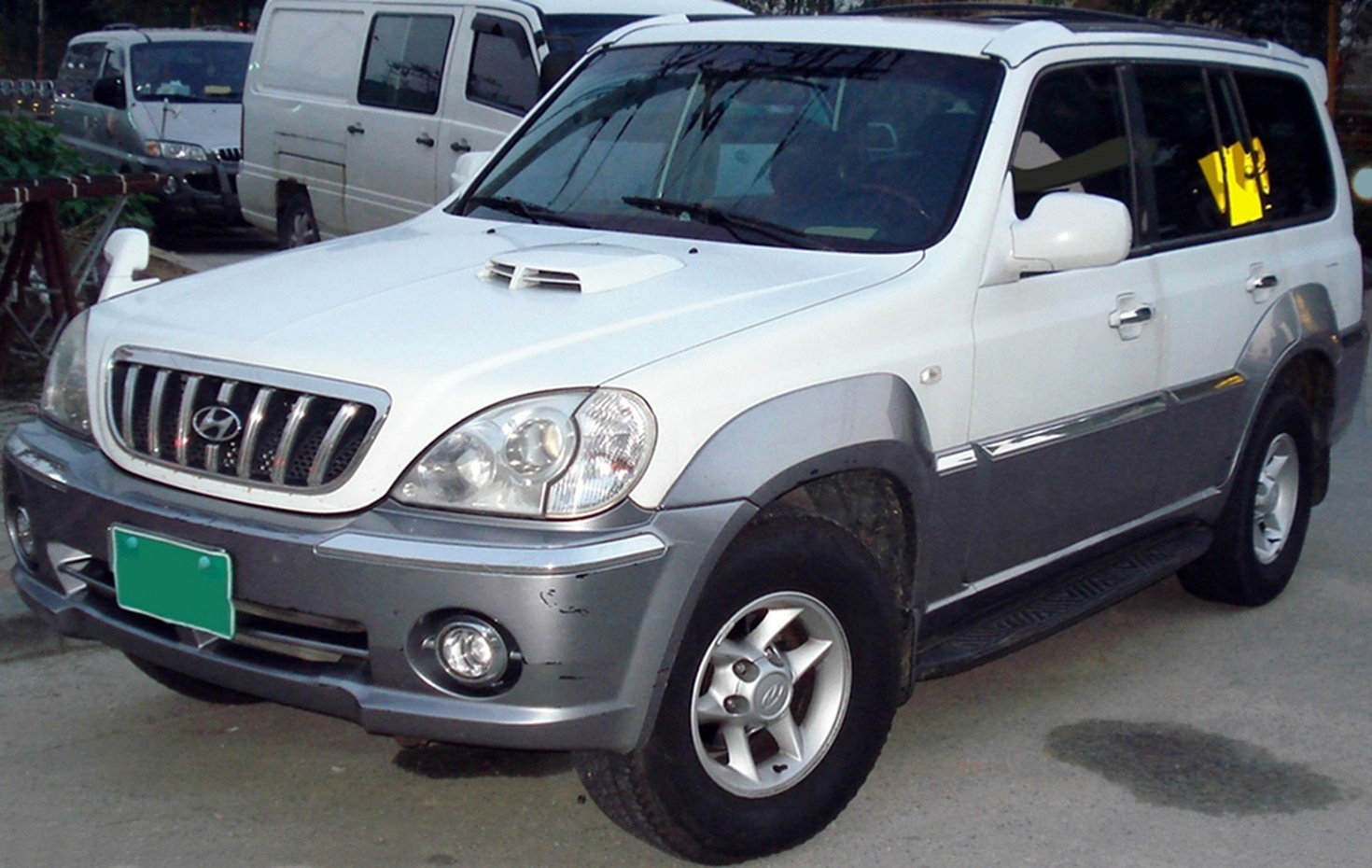
フロント

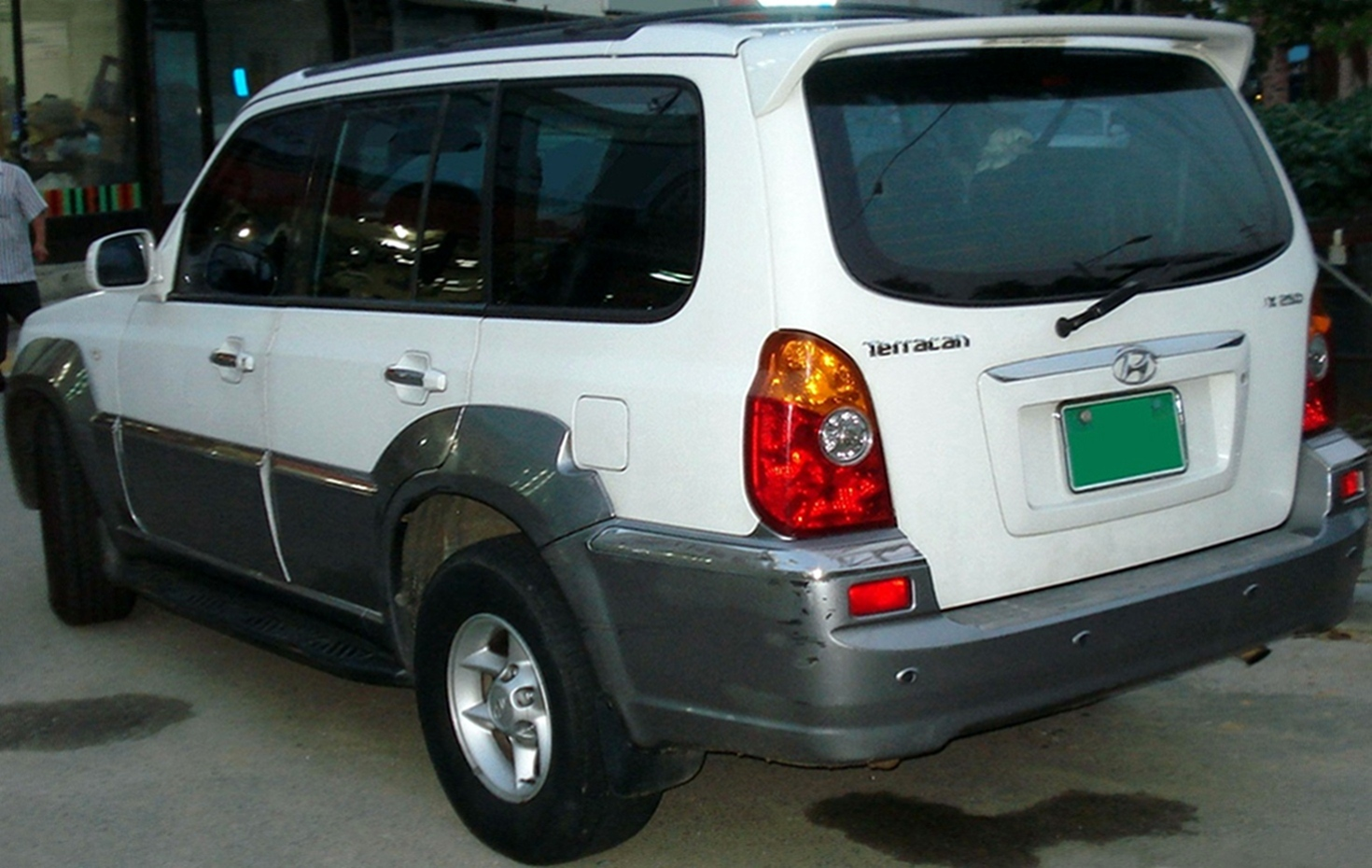
リア

2001年2月13日発売。エンジンは2.5Lディーゼルとエクウスにも搭載される3.5Lガソリンの2種類で、トランスミッションは4速ATと5速MTが選択できた。駆動方式は2.5LディーゼルエンジンがFRと4WDを選択可能で、3.5Lガソリンエンジンは4WDのみとされた。
2001年8月には2.9Lディーゼルエンジンが追加され、2002年FIFAワールドカップを記念して限定販売のスペシャルエディショントリムが発売された。また、2002年8月19日には、アルミホイールとラジエーターグリルのデザインが変更された2003年型が発売された。
2003年12月には、排出ガス規制に伴い、2.5Lディーゼルエンジンのモデルが同型のエンジンを積むギャロッパーとともに生産終了となった。それに先立ち、同月15日の改良で2.9Lディーゼルエンジンの最高出力が165馬力まで向上している。また、同年には中国とインドで生産・販売を開始。中国では華泰汽車と合弁会社を設立し、2011年まで生産・販売を行っていた。
| 区分                      | 2.5Lディーゼル （2WD / 4WD）          | 2.9Lディーゼル （2WD / 4WD）                                                                             | 3.5Lガソリン （4WD）                  |    |
| ------------------------- | ------------------------------------- | --- | ------------------------------------- | -- |
| 全長（mm）                | 4,710 / 4,775（バンパーガード装着時） | 4,710 / 4,775（バンパーガード装着時）                                                                    | 4,710 / 4,775（バンパーガード装着時） |    |
| 全幅（mm）                | 1,860                                 | 1,860 | 1,860                                 |    |
| 全高（mm）                | 1,795 / 1,840（ルーフラック装着時）   | 1,795 / 1,840（ルーフラック装着時）                                                                      | 1,795 / 1,840（ルーフラック装着時）   |    |
| ホイールベース（mm）      | 2,750                                 | 2,750 | 2,750                                 |    |
| トレッド（前/後、mm）     | 1,530 / 1,530                         | 1,530 / 1,530                                                                                            | 1,530 / 1,530                         |    |
| 乗車定員                  | 7人                                   | 7人 | 7人                                   |    |
| トランスミッション        | 5速MT / 4速AT                         | 5速MT / 4速AT                                                                                            | 4速AT                                 |    |
| サスペンション（前/後）   | ダブルウィッシュボーン / 5リンク      | ダブルウィッシュボーン / 5リンク                                                                         | ダブルウィッシュボーン / 5リンク      |    |
| エンジン型式              | D4BH 直列4気筒                        | J3 直列4気筒                                                                                             | G6CU V型6気筒                         |    |
| 燃料                      | ディーゼル                            | ディーゼル                                                                                               | ガソリン                              |    |
| 排気量（cc）              | 2,476                                 | 2,902 | 3,497                                 |    |
| 最高出力（ps / rpm）      | 103 / 3,800                           | 145 / 3,800 → 160 / 3,700（2WD） 150 / 3,800 → 165 / 3,700（4WD）                                        | 207 / 5,500                           |    |
| 最大トルク（kg・m / rpm） | 24.0 / 2,000                          | 34.0 / 2,000 → 36.0 / 2,000                                                                              | 32.0 / 3,500                          |    |
| 燃料タンク容量（L）       | 75                                    | 75 | 75                                    | 75 |
| 車両重量（kg）            | 1,975（5速MT、4速AT）                 | 2,010（5速MT、2WD）/ 2,005（4速AT、2WD） 2,115（5速MT、4WD）/ 2,110（4速AT、4WD）                        | 2,070                                 |    |
| 燃費（km/L）              | 9.7 → 9.0（5速MT） 9.2 → 8.6（4速AT） | 12.2 → 10.4（5速MT、2WD） / 10.7 → 9.4（4速AT、2WD） 11.2 → 10.4（5速MT、4WD） / 9.9 → 9.3（4速AT、4WD） | 7.1 → 6.7                             |    |

### ラインナップ
2.5Lディーゼル 
2001年 - 2003年
- EX250 ベーシック/アドバンスド
- JX250 ベーシック/ハイエンド/トップグレード
- JX250 ワールドカップスペシャル（限定販売）

2.9Lディーゼル 
2001年 - 2004年
- EX290 エコノミー/ベーシック/ハイエンド
- JX290 ベーシック/ハイエンド/トップグレード
- JX290 ワールドカップスペシャル（限定販売）
- JX290 ゴールドハイエンド/トップグレード
- JX290 ゴールドハイエンドブラックスペシャル/トップグレードブラックスペシャル

3.5Lガソリン 
2001年 - 2003年
- VX350トップグレード
- VX350トップグレードブラックスペシャル

## テラカンパワープラス（2004年6月 - 2007年3月）

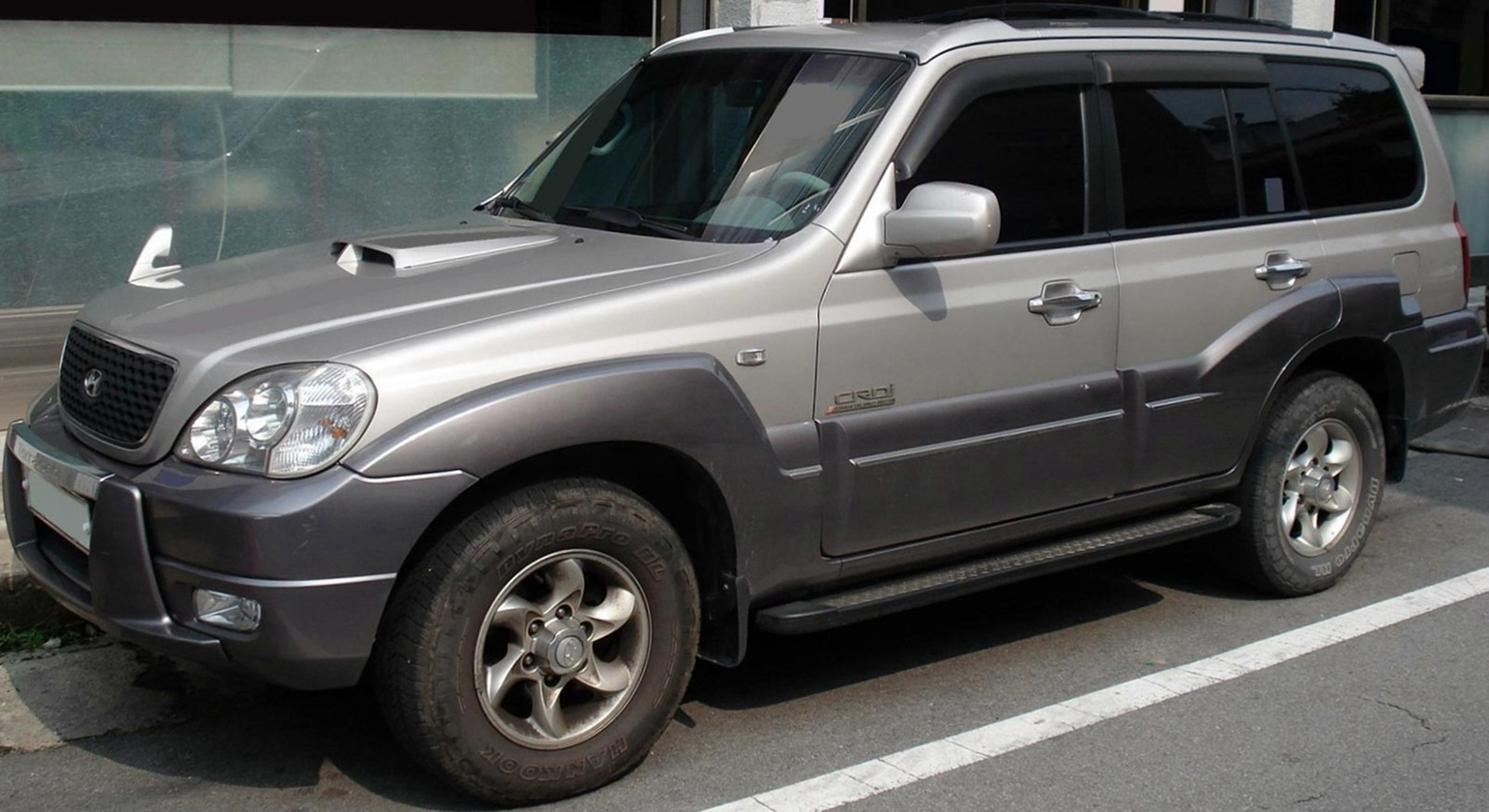
フロント

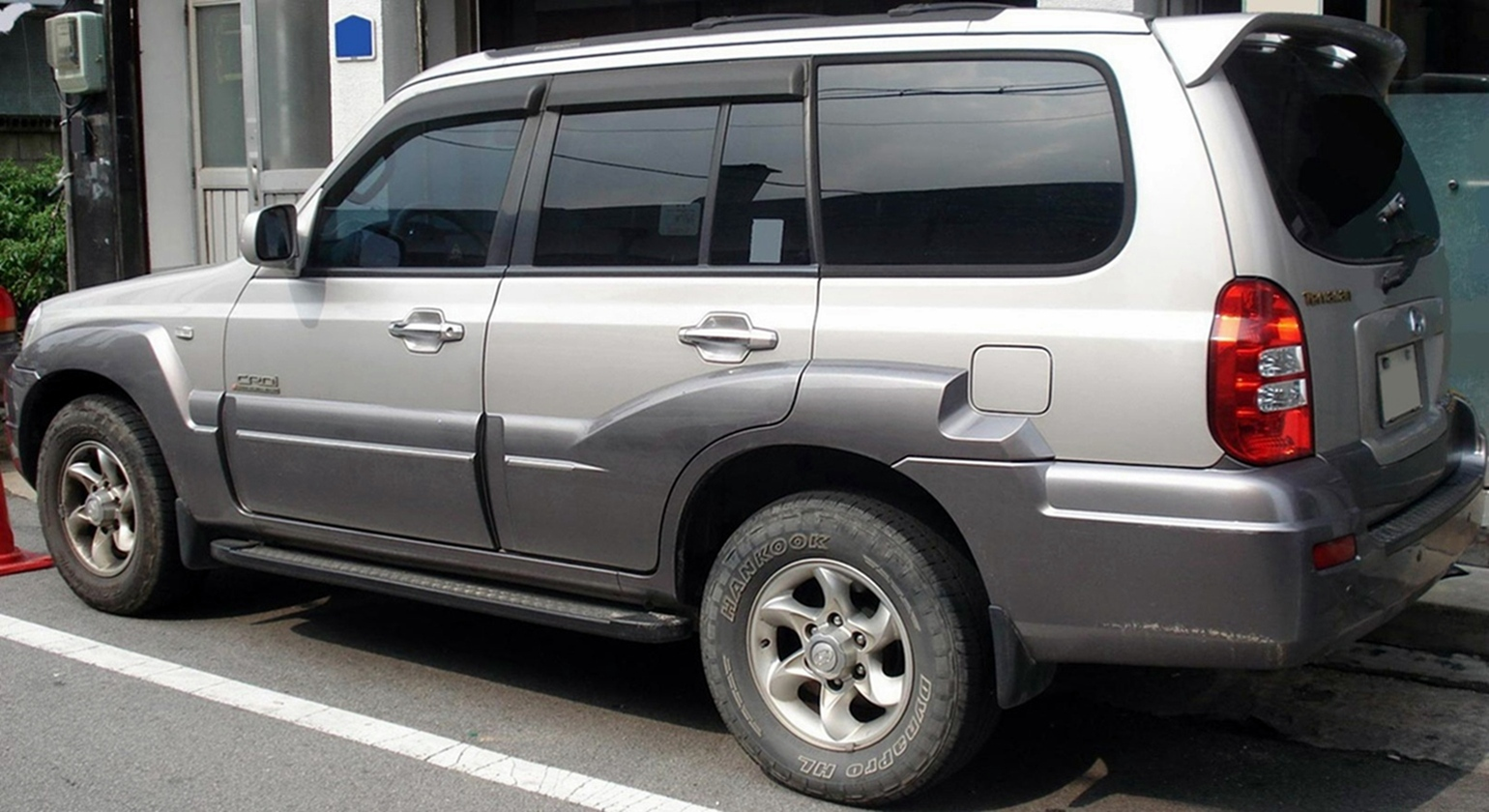
リア

2004年6月3日にマイナーチェンジを行い、パワープラスというサブネームが加わる。これに伴い3.5Lガソリンエンジンのモデルは生産を終了しており、搭載するエンジンは2.9Lディーゼルエンジンのみに絞られた。なお、このマイナーチェンジに伴い、2.9Lエンジンの最高出力は174馬力まで向上している。韓国では、2006年10月12日に北米市場戦略車種であるベラクルーズの販売開始とともに生産が中止され、その後約5ヶ月にわたって在庫車両が販売されたが、2007年3月に販売も終了した。一方、中国では現地メーカーがヒュンダイからライセンスを得て2004年から現地生産を開始し、現在まで継続生産している。
| 区分                      | 2.9ℓディーゼル（2WD）                 | 2.9ℓディーゼル（4WD）                 |
| ------------------------- | ------------------------------------- | ------------------------------------- |
| 全長（mm）                | 4,700 / 4,765（バンパーガード装着時） | 4,700 / 4,765（バンパーガード装着時） |
| 全幅（mm）                | 1,860                                 | 1,860                                 |
| 全高（mm）                | 1,795 / 1,840（ルーフラック装着時）   | 1,795 / 1,840（ルーフラック装着時）   |
| ホイールベース（mm）      | 2,750                                 | 2,750                                 |
| トレッド（前/後、mm）     | 1,530 / 1,530                         | 1,530 / 1,530                         |
| 乗車定員                  | 7人                                   | 7人                                   |
| 変速機                    | 5速MT / 4速AT                         | 5速MT / 4速AT                         |
| サスペンション（前/後）   | ダブルウィッシュボーン / 5リンク      | ダブルウィッシュボーン / 5リンク      |
| エンジン形式              | J3                                    | J3                                    |
| 燃料                      | ディーゼル                            | ディーゼル                            |
| 排気量（cc）              | 2,902                                 | 2,902                                 |
| 最高出力（ps / rpm）      | 170 / 3,700                           | 174 / 3,700                           |
| 最大トルク（kg・m / rpm） | 36.0 / 2,000                          | 36.0 / 2,000                          |
| 燃料タンク容量（L）       | 75                                    | 75                                    |
| 車両重量（kg）            | 2,030（5速MT） / 2,025（4速AT）       | 2135（5速MT） / 2,130（4速AT）        |
| 燃費（km /ℓ）             | 10.7（5速MT）/ 9.8（4速AT）           | 10.8（5速MT）/ 10.0（4速AT）          |

### ラインナップ
2.9Lディーゼル
- EX290 ベーシック/ハイエンド
- JX290 ベーシック/ハイエンド/トップグレード
- JX290 トップグレードブラックスペシャル
- JX290 ゴールドハイエンド/トップグレード
- JX290 ゴールドハイエンドブラックスペシャル/トップグレードブラックスペシャル

## 車名の由来
現在のメキシコ合衆国中西部にかつて存在した「Tarasca (タラスカ王国)」に由来する。